# 13 février aux Jeux olympiques d'hiver de 2014
Pour un article plus général, voir Jeux olympiques d'hiver de 2014.
Le 13 février aux Jeux olympiques d'hiver de 2014 est le huitième jour de compétition.

## Programme
| Heure UTC+4 (Sotchi)                          |               |
| bleu                                          | Cérémonie     |
| neutre                                        | Épreuve       |
| or                                            | Finale        |
| orange                                        | Petite finale |
| rose                                          | Reporté       |
| gris                                          | Annulé        |
| Compétition masculine                         | Hommes        |
| Compétition féminine                          | Femmes        |
| Compétition mixte (hommes et femmes mélangés) | Mixte         |
| Compétition en couple (1 homme et 1 femme)    | Couple        |
| modifier                                      |               |

| Horaire | Discipline Spécialité | Discipline Spécialité               | Discipline Spécialité | Phase                                 | Résultats                                            | Références |
| ------- | --------------------- | ----------------------------------- | --------------------- | ------------------------------------- | ---------------------------------------------------- | ---------- |
| 09:00   |                       | Curling                             | Compétition femmes    | Phase préliminaire 5e session         | 8-5                                                  | -          |
| 09:00   |                       | Curling                             | Compétition femmes    | Phase préliminaire 5e session         | 7-8                                                  | -          |
| 09:00   |                       | Curling                             | Compétition femmes    | Phase préliminaire 5e session         | 8-9                                                  | -          |
| 10:15   |                       | Ski acrobatique Slopestyle          | Compétition hommes    | Qualification                         | -                                                    | -          |
| 11:30   |                       | Skeleton Épreuve femmes             | Compétition femmes    | Qualification                         | -                                                    | -          |
| 12:00   |                       | Hockey sur glace                    | Compétition hommes    | Tour préliminaire Groupe B - Match 3  | 8-4                                                  | -          |
| 12:00   |                       | Hockey sur glace                    | Compétition femmes    | Tour préliminaire Groupe B - Match 11 | 0-4                                                  | -          |
| 13:30   |                       | Ski acrobatique Slopestyle          | Compétition hommes    | Finale                                | Joss Christensen · Gus Kenworthy · Nicholas Goepper  | -          |
| 14:00   |                       | Ski de fond 10 km classique         | Compétition femmes    | Finale                                | Justyna Kowalczyk · Charlotte Kalla · Therese Johaug | -          |
| 14:00   |                       | Curling                             | Compétition hommes    | Phase préliminaire 6e session         | 6-7                                                  | -          |
| 14:00   |                       | Curling                             | Compétition hommes    | Phase préliminaire 6e session         | 7-6                                                  | -          |
| 14:00   |                       | Curling                             | Compétition hommes    | Phase préliminaire 6e session         | 4-5                                                  | -          |
| 14:00   |                       | Curling                             | Compétition hommes    | Phase préliminaire 6e session         | 5-3                                                  | -          |
| 14:00   |                       | Short-track 500 m                   | Compétition femmes    | Finale                                | Li Jianrou · Arianna Fontana · Park Seung-hi         | -          |
| 14:00   |                       | Short-track 1 000 m                 | Compétition hommes    | Qualification                         | -                                                    | -          |
| 14:00   |                       | Short-track 5 000 m Relais          | Compétition hommes    | Qualification                         | -                                                    | -          |
| 16:30   |                       | Hockey sur glace                    | Compétition hommes    | Tour préliminaire Groupe A - Match 4  | 5-2                                                  | -          |
| 16:30   |                       | Hockey sur glace                    | Compétition hommes    | Tour préliminaire Groupe A - Match 5  | 1-7                                                  | -          |
| 18:00   |                       | Biathlon 20 km individuel           | Compétition hommes    | Finale                                | Martin Fourcade · Erik Lesser · Evgeniy Garanichev   | -          |
| 18:00   |                       | Patinage de vitesse 1 000 m         | Compétition femmes    | Finale                                | Zhang Hong · Ireen Wüst · Margot Boer                | -          |
| 19:00   |                       | Curling                             | Compétition femmes    | Phase préliminaire 6e session         | 7-6                                                  | -          |
| 19:00   |                       | Curling                             | Compétition femmes    | Phase préliminaire 6e session         | 4-8                                                  | -          |
| 19:00   |                       | Curling                             | Compétition femmes    | Phase préliminaire 6e session         | 5-8                                                  | -          |
| 19:00   |                       | Curling                             | Compétition femmes    | Phase préliminaire 6e session         | 6-8                                                  | -          |
| 19:00   |                       | Patinage artistique Programme court | Compétition hommes    | Manche de compétition                 | -                                                    | -          |
| 20:15   |                       | Luge Relais par équipes             | Compétition hommes    | Finale                                | Allemagne · Russie · Lettonie                        | -          |
| 21:00   |                       | Hockey sur glace                    | Compétition hommes    | Tour préliminaire Groupe B - Match 6  | 3-1                                                  | -          |
| 21:00   |                       | Hockey sur glace                    | Compétition femmes    | Tour préliminaire Groupe B - Match 12 | 1-3                                                  | -          |

## Médailles du jour
| Rang  | Nation       | Or | Argent | Bronze | Total |
| ----- | ------------ | -- | ------ | ------ | ----- |
| 1     | Chine        | 2  | 0      | 0      | 2     |
| 2     | États-Unis   | 1  | 1      | 1      | 3     |
| -     | Allemagne    | 1  | 1      | 1      | 3     |
| 4     | France       | 1  | 0      | 0      | 1     |
| -     | Pologne      | 1  | 0      | 0      | 1     |
| 6     | Pays-Bas     | 0  | 1      | 1      | 2     |
| -     | Russie       | 0  | 1      | 1      | 2     |
| 8     | Italie       | 0  | 1      | 0      | 1     |
| -     | Suède        | 0  | 1      | 0      | 1     |
| 9     | Corée du Sud | 0  | 0      | 1      | 1     |
| -     | Lettonie     | 0  | 0      | 1      | 1     |
| -     | Norvège      | 0  | 0      | 1      | 1     |
| Total | Total        | 7  | 7      | 7      | 21    |